# 貞宗寺
貞宗寺（ていそうじ）は、神奈川県鎌倉市植木にある浄土宗の寺院。山号は玉縄山。玉縄山珠光院貞宗寺と称す。本尊は阿弥陀三尊。開基は貞宗院（西郷局の母、徳川秀忠の祖母）。開山は大長寺住職暁誉源栄。境内は梅の名所として知られる。

## 歴史
貞宗寺は、貞宗院が晩年を過ごした屋敷の跡地に建てられた寺である。慶長14年（1609年）に没した貞宗院の遺言によって慶長16年（1611年）に創建された。
はじめは大長寺の末寺だったが一時衰退。その後再興され、寛文12年（1672年）に徳川家綱より鎌倉郡高谷内に寺領10石の寄進を受け、芝増上寺の末寺となった。
境内にあった寺子屋は明治6年（1873年）5月の学制発布にともない「玉縄学校」（後の鎌倉市立玉縄小学校）と呼ばれる小学校となった。
関東大震災によって山門・土蔵・庫裏・本堂などが倒壊してしまい、大震災以前の建物は長屋門のみとなっている（後年本堂は再建された）。

## 伽藍
- 本堂
関東大震災によって倒壊するも再建される。本尊の阿弥陀三尊や法然上人像、徳川将軍歴代の位牌・貞宗院木像などが安置されている。
- 長屋門
- 貞宗院御廟
貞宗院を祀った木造の廟。廟内には貞宗院の墓と伝わる宝篋印塔が建つ。

## 文化財
- 徳川家歴代将軍の位牌
- 西郷局が寄進した蒔絵の食器群。徳川氏の家紋である「三つ葉葵」が入る。
- 大日本校訂大蔵経 （明治12年に日本で初めて活字化された大蔵経）

## 交通
神奈川県道302号小袋谷藤沢線付近